# Villa Gringmuth

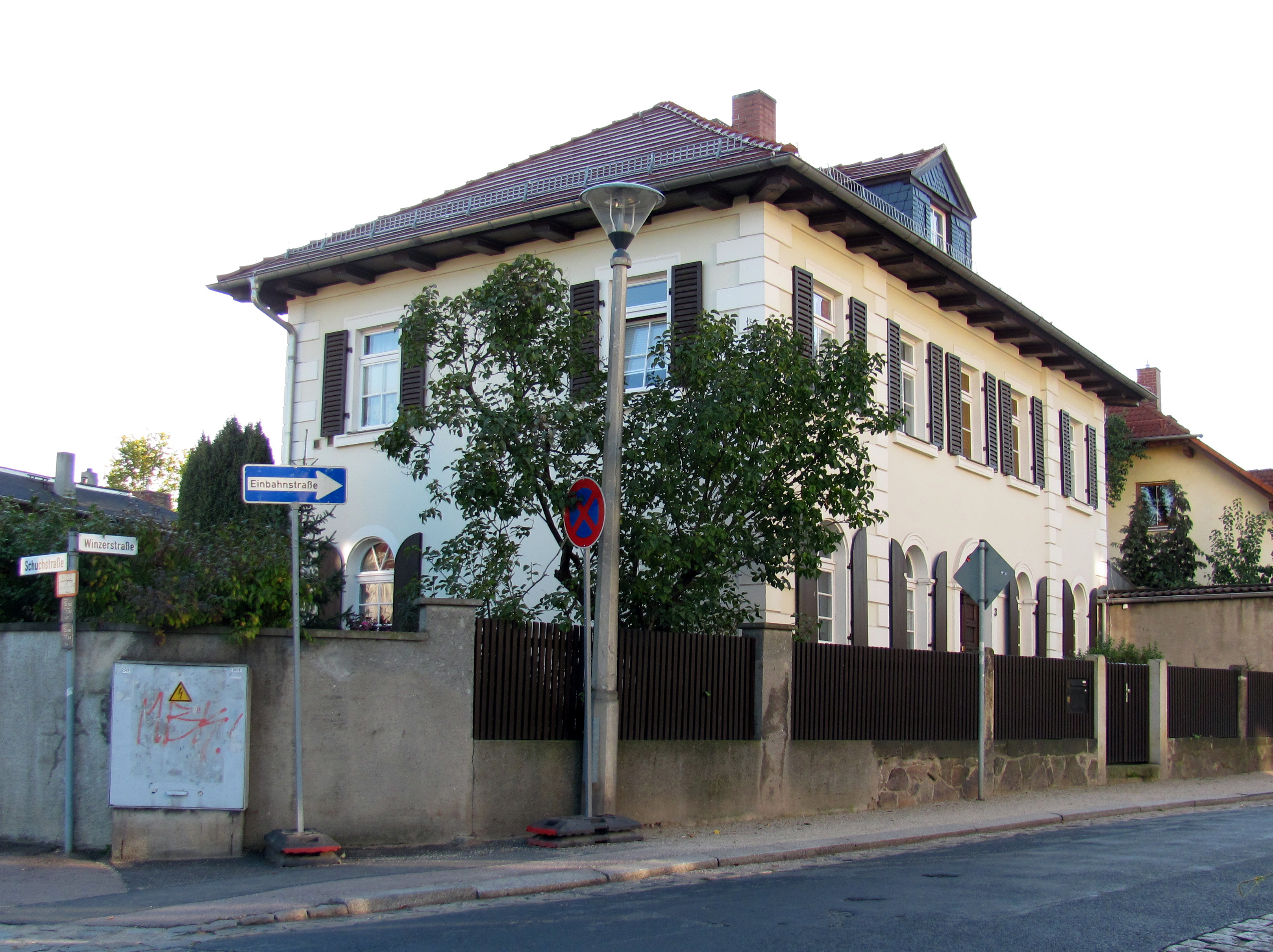
Villa Gringmuth

Die Villa Gringmuth steht im Stadtteil Niederlößnitz der sächsischen Stadt Radebeul, in der Winzerstraße 3. Das aus dem Jahr 1840 stammende Wohnhaus ist eines „der frühesten Landhäuser der Lößnitz“. Das Gebäude stand bereits zu DDR-Zeiten unter Denkmalschutz.

## Beschreibung

Plan zur Erweiterung der Schuch-Villa (1888); rechts die Villa Gringmuth mit Nebengebäude

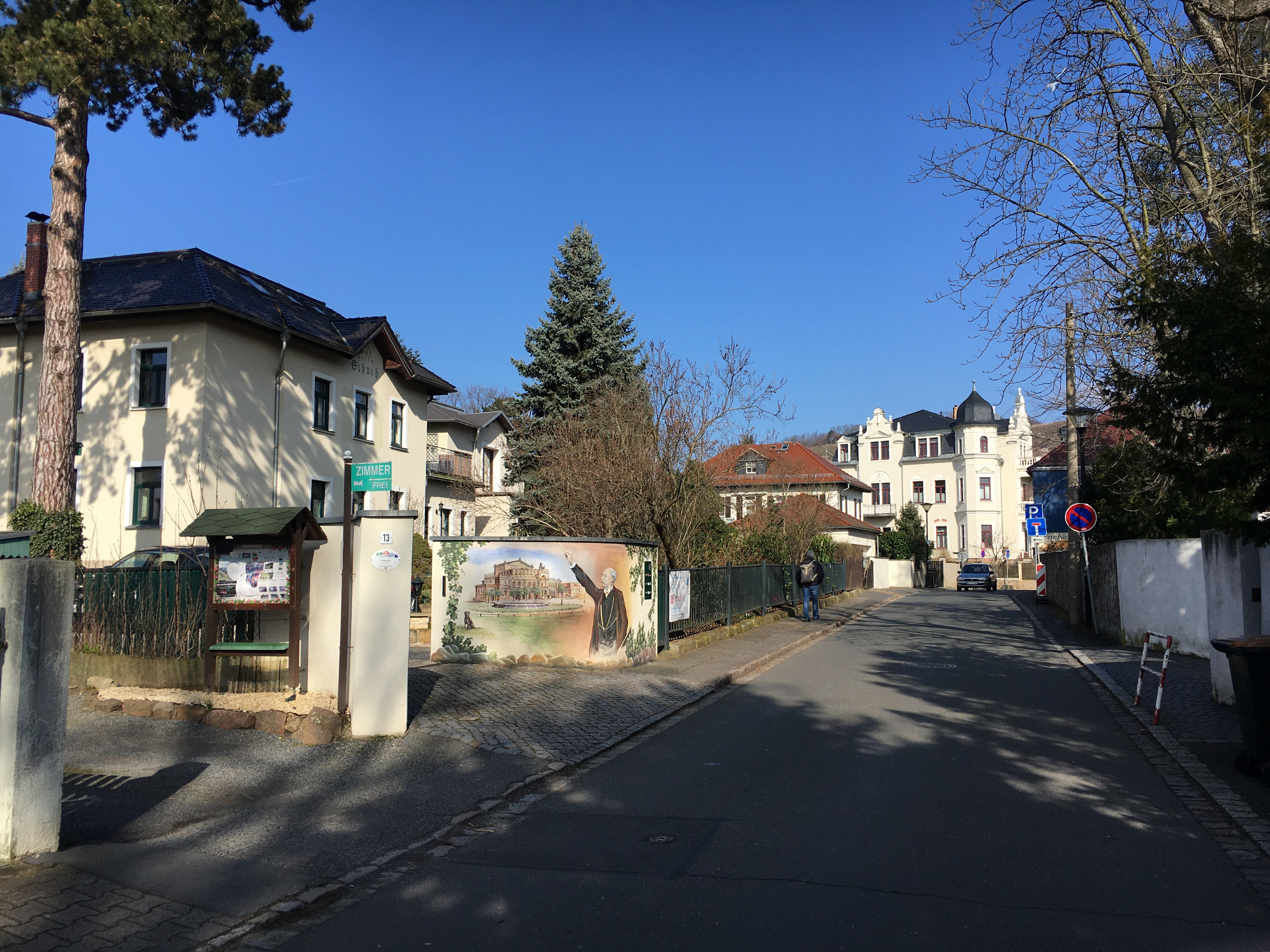
Schuchstraße mit der Villa Gringmuth an der Einmündung in die Winzerstraße (Mitte); links die Villa Schuch, rechts das Mietshaus Winzerstraße 2, ganz rechts die Mauer um die Villa Magda

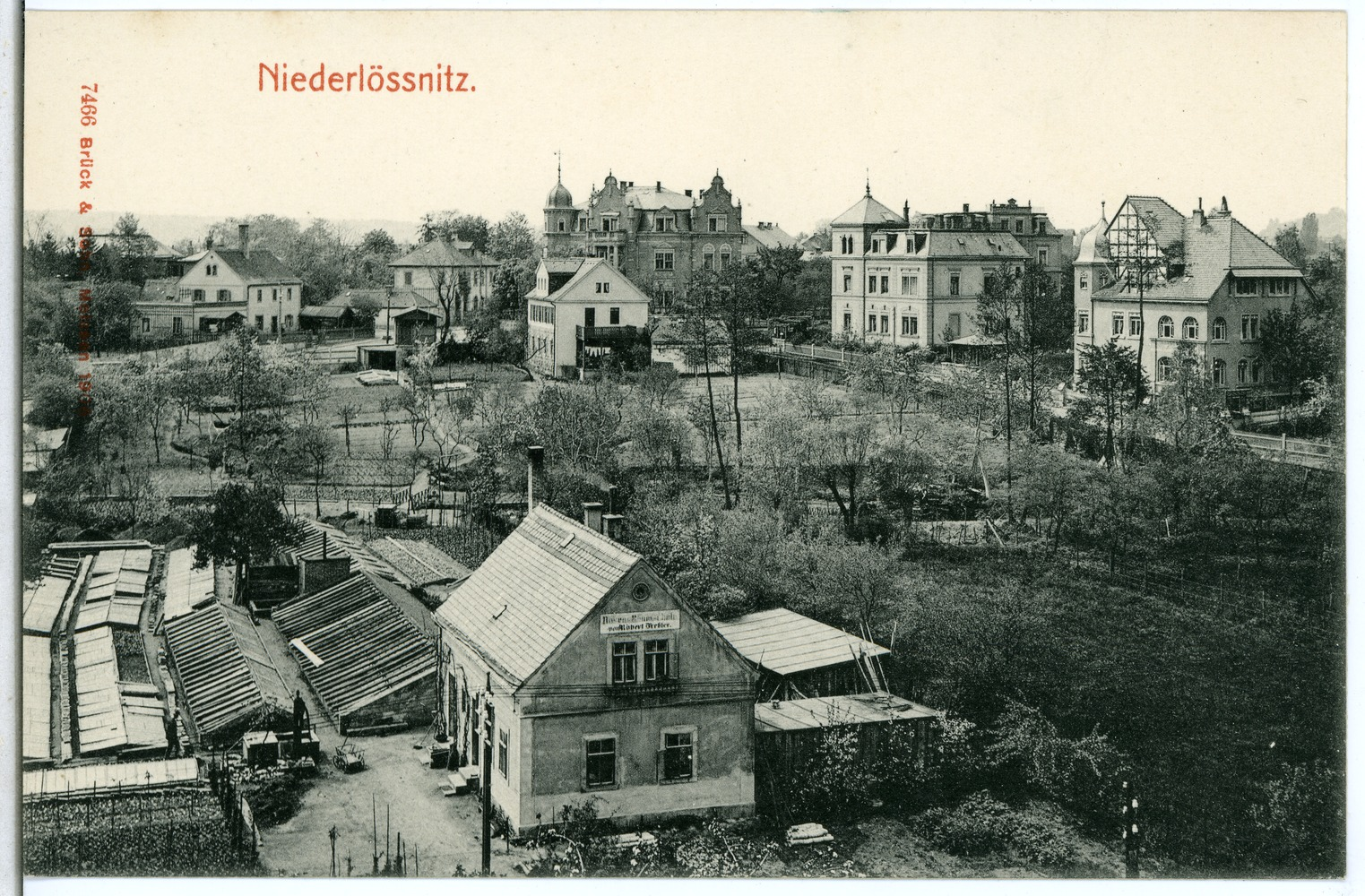
Kreuzung Paradiesstraße/An der Jägermühle, 1906. Vom Gelände der heutigen Gartenbahn Radebeul aus. Links der Winzerstraße 2 (Bildmitte) steht die Villa Gringmuth mit eingeschossigem Nebengebäude, rechts davon Paradiesstraße 26.

Das mitsamt Einfriedung an der Winzerstraße denkmalgeschützte Landhaus liegt auf einem Eckgrundstück zur Schuchstraße. Es ist ein zweigeschossiges Gebäude mit einem weit vorkragenden, ziegelgedeckten Walmdach, in dem sich zur Winzerstraße hin mittig eine verschieferte Giebelgaube zeigt. Unter dem Walmdach findet sich ein Hauptgesims, das mit einem Balkenkopffries verziert ist.
In der symmetrischen fünfachsigen Straßenansicht befindet sich mittig der Hauseingang, rundbogig wie die Fenster dieser Etage. Die Rundbogenfenster werden von Sandsteingewänden mit Kämpfersteinen eingefasst. An den beiden Außenseiten der Hauptansicht steht jeweils ein nur flach hervortretender, einachsiger Seitenrisalit, dessen beide Bauteilkanten durch Eckquaderungen betont werden.
Die Seitenansichten des Putzbaus sind zweiachsig. Auf der Gebäuderückseite steht vor dem Eingang ein gusseiserner Altan. Alle Fenster, die rundbogigen wie auch die rechteckigen des Obergeschosses, werden von Klappläden begleitet.
Die aus dem Jahr 1934 stammende Einfriedung des schmalen Vorgartens zur Winzerstraße ist ein Holzzaun zwischen geputzten Pfeilern.
Der sich auf dem Plan von 1888 und der Postkarte von 1906 befindliche langgestreckte sowie eingeschossige Schuppen mit Walmdach ist der Straßenverbreiterung an der Kreuzung gewichen. Stattdessen steht an der Ecke zum ehemaligen schuchschen Grundstück eine quadratische Garage mit Zeltdach.